# Біблійна герменевтика
Біблійна герменевтика — стосується методів тлумачення та інтерпретації Біблії. Біблійна герменевтика є частиною ширшого герменевтичного питання, що відноситься до проблеми як слід розуміти Святе Письмо. За визначенням, це богословська справа, частина розмірковування певної церкви. Це не означає, що тлумачення Біблії не має відношення до тих хто не вважає себе членами цієї церкви, але скоріше це справа, що повстає з особливих потреб цієї чи іншої церкви чи віросповідання.
Отже, необхідно розрізняти між християнською та юдейською герменевтикою: хоча існує багато пунктів спільної згоди між ними і певна форма діалогу, оскільки вони поділяють частину Святого Письма, проте вони повстали з різних традицій віри і розвинули своє власне поняття герменевтики.
Слід наголосити також, що богословські відмінності всередині цих деномінацій виключають можливість будь-якого остаточного формулювання Біблійної герменевтики.
В православ'ї право інтерпретації Біблії належить церкві. Цього неможна сказати про протестантські угрупування, де часто багато членів певної громади самостійно інтерпретують Біблію. Хоча православна церква наголошує на щоденному читанні Біблії (напр. Св. Серафим Саровський щотижня перечитував цілий Новий Заповіт) і нечитання Біблії часто вважається гріхом, проте вирішальне слово і тлумачення належить церкві. Крім того, православ'я та католицизм окрім Біблії, в своєму віровченні опирається на традицію церкви, писання Отців Церкви і церковні канони, угруповання, які з часів Лютера. Хоча ці канони незавжди збігалися з біблійною істиною. Протестантизм націлений тільки на Святому Письмі, відкидаючи інші догмати і канони. Хоча, наприклад, кальвіністи відкидають деякі тези догмату лютеранства, а лютерани, наприклад, баптистів і т. д.